# 佩塔奈肯帕拉耶姆
佩塔奈肯帕拉耶姆（Pethanaickenpalayam），是印度泰米尔纳德邦Salem县的一个城镇。总人口16343（2001年）。

## 人口
该地2001年总人口16343人，其中男性8187人，女性8156人；0—6岁人口1852人，其中男966人，女886人；识字率60.41%，其中男性为69.20%，女性为51.58%。